# زنان در آیین هندو

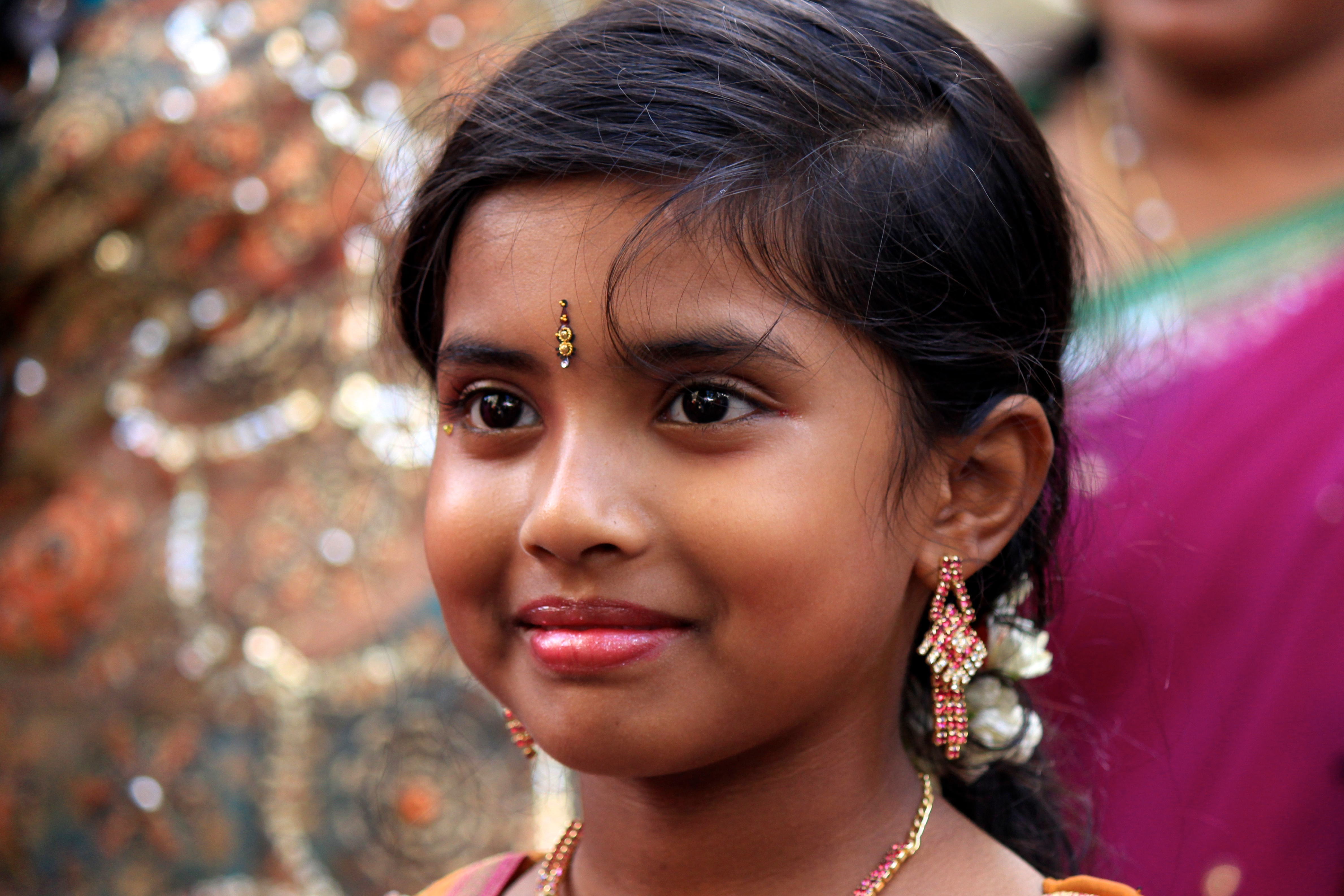
زنان در آیین هندو

متون هندو دیدگاه‌های متنوع و متناقضی در مورد موقعیت زنان ارائه می‌دهند، از رهبری زنانه به عنوان عالی‌ترین الهه تا محدود کردن نقش‌های جنسیتی. سرود Devi Sukta از ریگ‌ودا، کتاب مقدس آیین هندوئیسم، انرژی زنانه را به عنوان جوهر جهان اعلام می‌کند، کسی که همه ماده و آگاهی را ایجاد می‌کند، ابدی و بی‌نهایت، واقعیت متافیزیکی و تجربی (برهمن)، روح، (خود برتر) از همه چیز. 

## زن بیوه
به‌طور سنتی از زنان بیوه انتظار می‌رفت که زندگی روحانی و زاهدانه ای را دنبال کنند، به ویژه طبقات بالاتری مانند برهمینها. برای ازدواج مجدد نیز محدودیت‌هایی وجود داشت. بیوه‌های هندو اجازه نداشتند جواهرات بپوشند، او باید غذای بی‌مزه بخورد، او باید یک ساری سفید بافت درشت بدون چولی (پوشاک) یا بلوزی که سینه‌اش را بپوشاند، بپوشد.

## چندهمسری
ریگ‌ودا اشاره می‌کند که در دوره ودایی، مرد می‌توانست بیش از یک زن داشته باشد. این عمل در حماسه‌هایی مانند رامایانا و مهاباراتا تأیید شده‌است. دارماشاسترها به مرد اجازه می‌دهند که با زنان ازدواج کند، مشروط بر اینکه همسر اول با او موافقت کند. علیرغم وجود آن، معمولاً توسط مردانی با موقعیت بالاتر انجام می‌شد. مردم عادی فقط در صورتی مجاز به ازدواج دوم بودند که زن اول نتواند پسری به دنیا بیاورد یا اختلاف داشته باشد زیرا در هندوئیسم قانونی برای طلاق وجود ندارد.
قانون ازدواج هندوها در سال ۱۹۵۵ توسط پارلمان هند تصویب شد و تعدد زوجات را برای همه در هند به جز مسلمانان غیرقانونی اعلام کرد. قبل از سال ۱۹۵۵، تعدد زوجات برای هندوها مجاز بود. قوانین ازدواج در هند به مذهب طرفین مورد نظر بستگی دارد.